# Joseph Wolf
Joseph Wolf (Mörz, 22 januari 1820 - Londen, 20 april 1899) was een Duitse illustrator, lithograaf en schilder. Wolf werd beroemd om zijn litho's van vogels. 

## Biografie

### In Duitsland
Joseph Wolf was de zoon van een boer uit Mörz, vlak bij Münstermaifeld in het district Mayen-Koblenz aan de Moezel.
Wolf was als jongen een fervent natuurliefhebber en bijzonder geïnteresseerd in vogels en zoogdieren. Hij kon ook zeer goed tekeningen maken van objecten uit de natuur. Tussen 1836 en 1839 volgde hij in Koblenz een opleiding als lithograaf bij de steendrukkerij van de gebroeders Becker. Daarna verhuisde hij naar Frankfurt. Hier leverde hij de illustraties voor het verslag over de vogels van Noord-Afrika van Eduard Rüppell.
In 1840 ging hij naar Darmstadt waar hij werkte voor Johann Jakob Kaup, de directeur van het Natuurhistorisch museum. 

### Via Leiden naar Engeland
Zijn landgenoot Hermann Schlegel, die sinds 1828 als conservator gewervelde dieren verbonden was aan het Rijksmuseum van Natuurlijke Historie in Leiden, ontdekte zijn talent. Hij kreeg de opdracht om als illustrator mee te werken aan een boek over de valkenjacht van Schlegel. Dit boek behoort nog steeds tot de hoogst gewaardeerde werken in dit genre vanwege de fraaie illustraties.
Zoals enkele collega's na hem (John Gerrard Keulemans en Joseph Smit) verhuisde Joseph Wolf in 1848 naar Londen en werkte daar als freelancer voor het Brits Museum.  Hij illustreerde daar onder ander de Genera of Birds van George Robert Gray en hij droeg bij aan de Birds of Asia van Sir Edwin Landseer.
Hij maakte verder tekeningen voor de Zoological Society of London en een groot aantal illustraties in boeken en reisverslagen. Verder was hij een succesvol schilder.
In 2002 is er een nieuwe weg in het plaatsje Mörz naar hem genoemd de "Joseph Wolf Weg".

## Enkele illustraties van Joseph Wolf

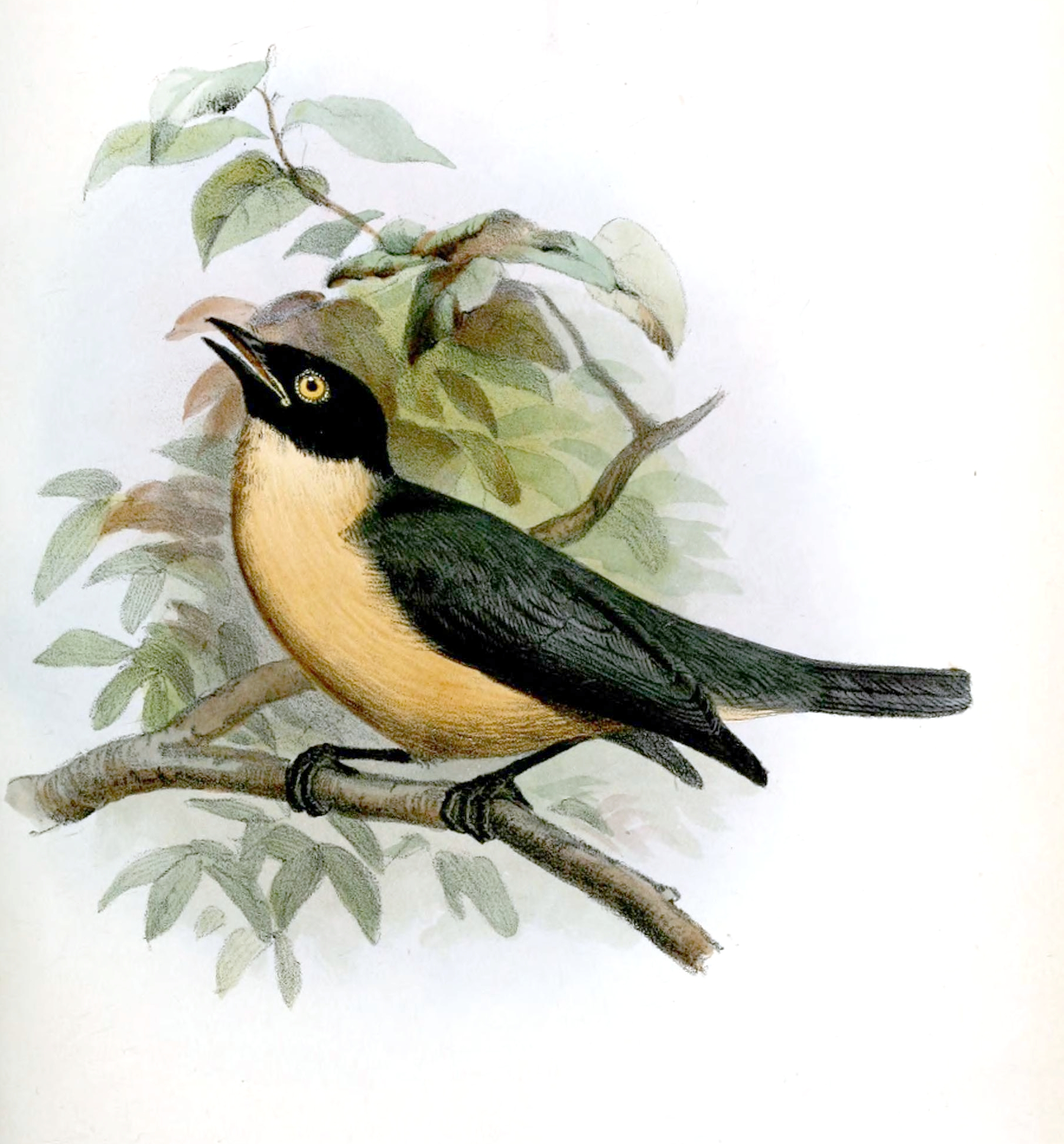
Kinkimavo (Tylas eduardi, Vangidae)
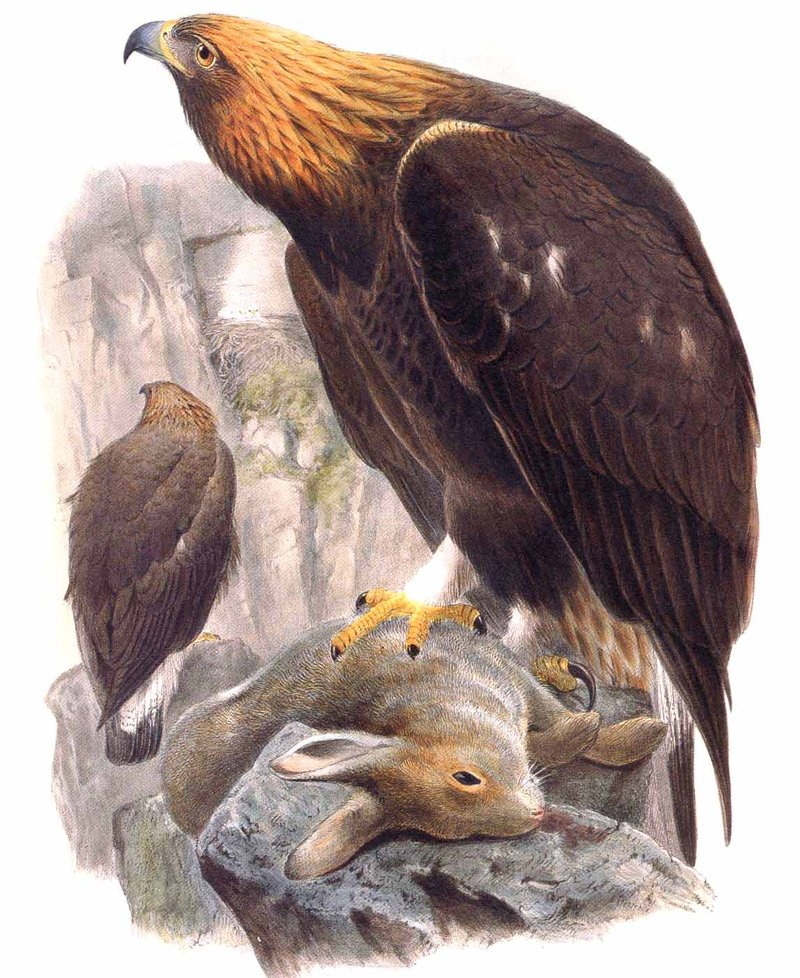
Steenarend (Aquila chrysaetos)
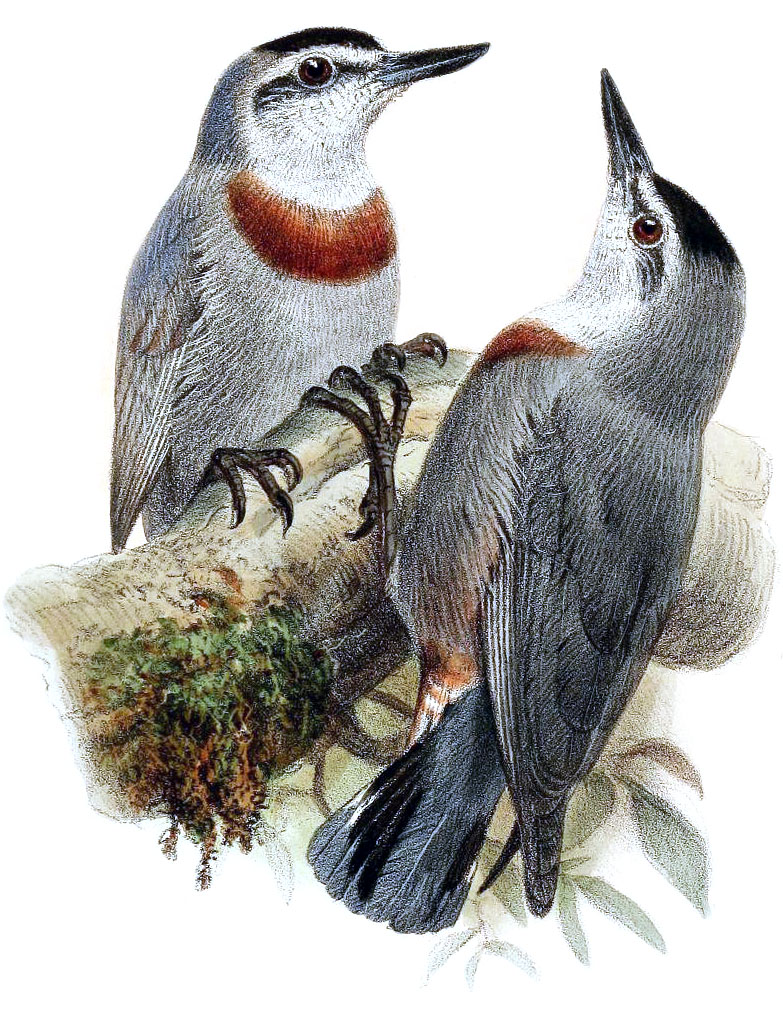
Turkse boomklever (Sitta krueperi)
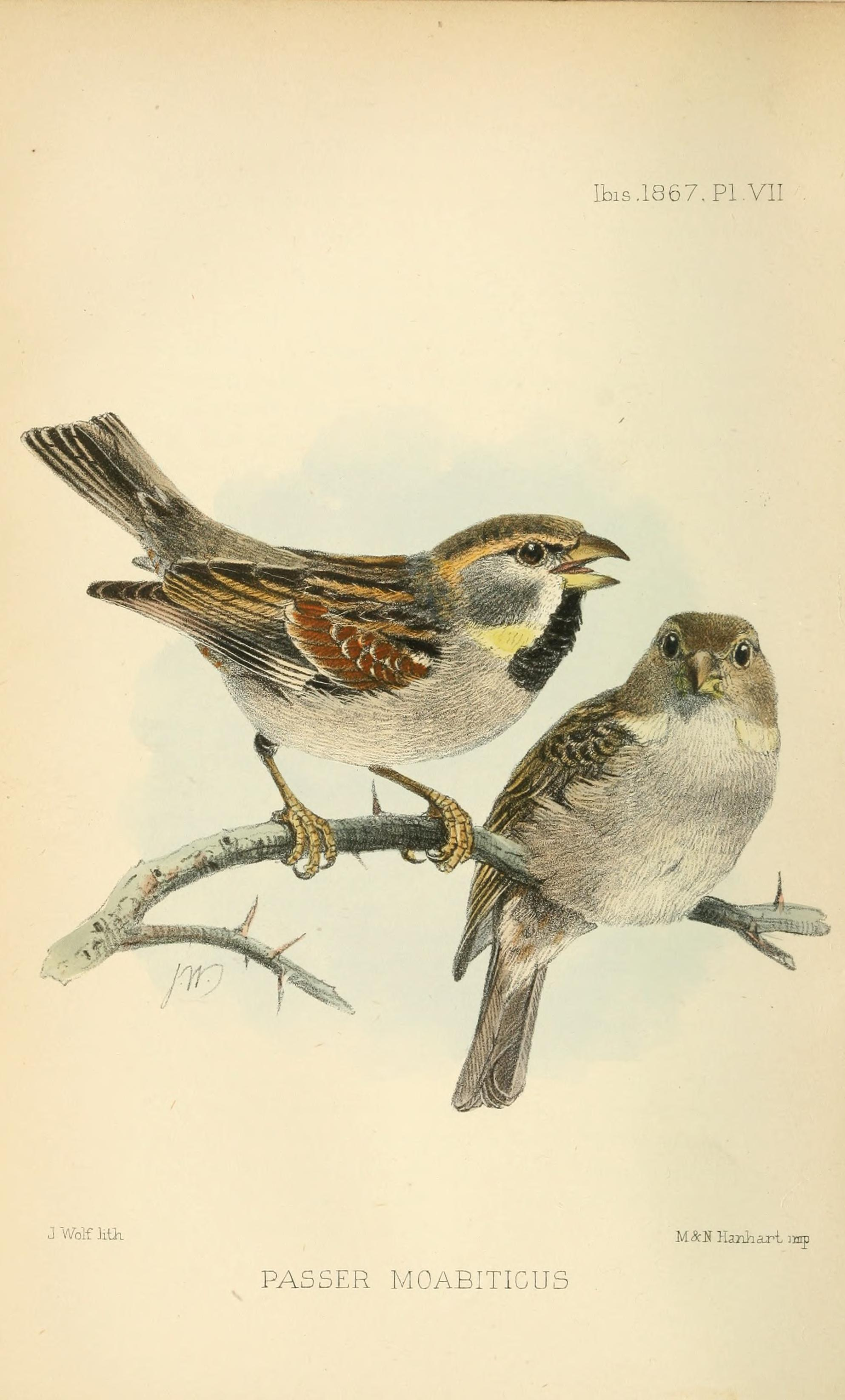
Moabmus (Passer moabiticus)
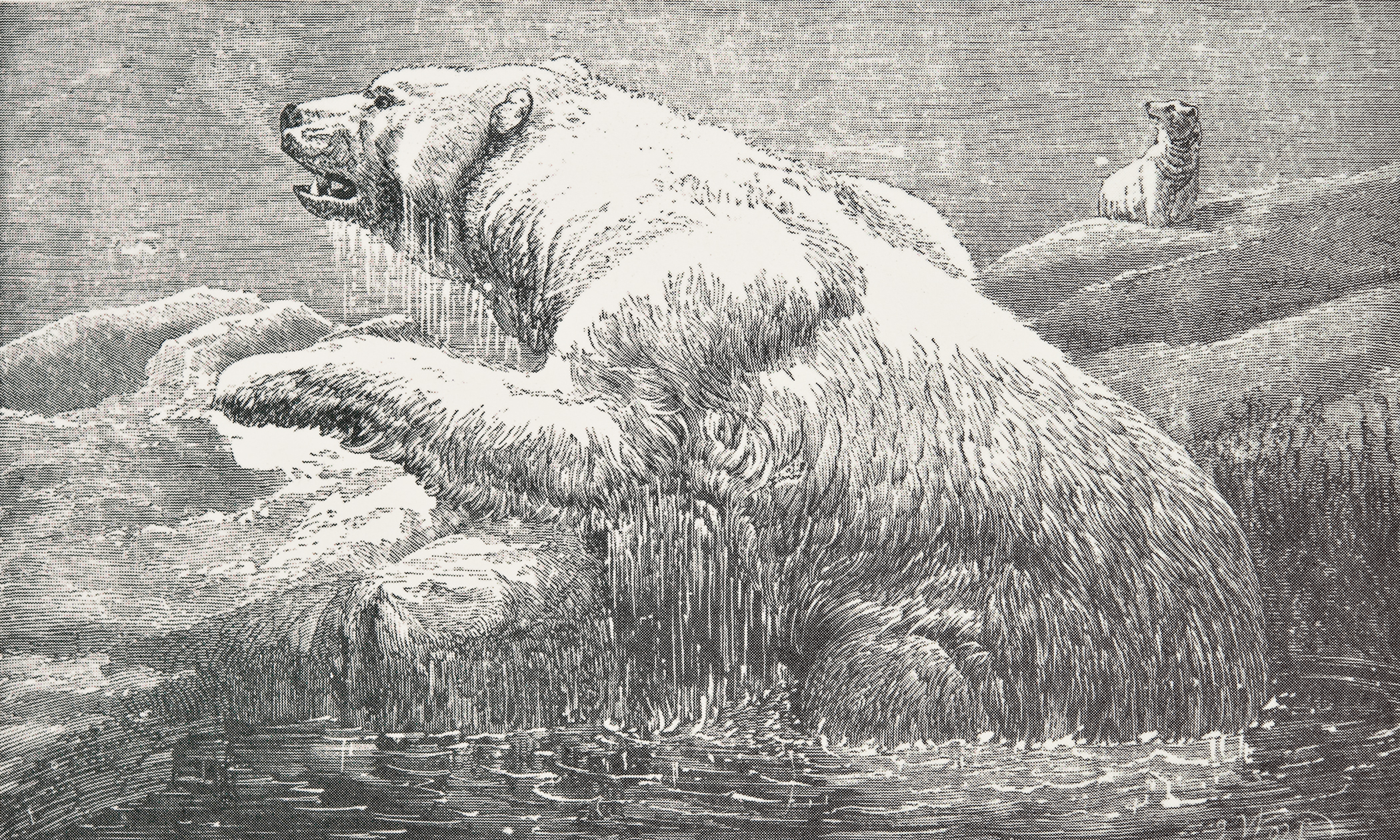
IJsbeer (Ursus maritimus)

- Stuttgart Database of Scientific Illustrators 1450–1950: 794
- Gemeinsame Normdatei: 119113325
- International Standard Name Identifier: 0000 0000 8384 0531
- Library of Congress Control Number: n80006277
- Nationale bibliotheek van Australië: 36115701
- Nationale Bibliotheek van Israël: 987007279139305171
- Nederlandse Thesaurus van Auteursnamen: 07207759X
- RKD-Nederlands Instituut voor Kunstgeschiedenis: 85352
- Istituto Centrale per il Catalogo Unico: TO0V530428
- SNAC: w66117wz
- Système universitaire de documentation: 169542300
- Trove: 1214890
- Union List of Artist Names: 500006240
- Virtual International Authority File: 54950825
- WorldCat: E39PBJfCqVYftY33kqhvkBVDMP